# Blang
Cet article concerne le peuple blang. Pour la langue blang, voir Blang (langue).

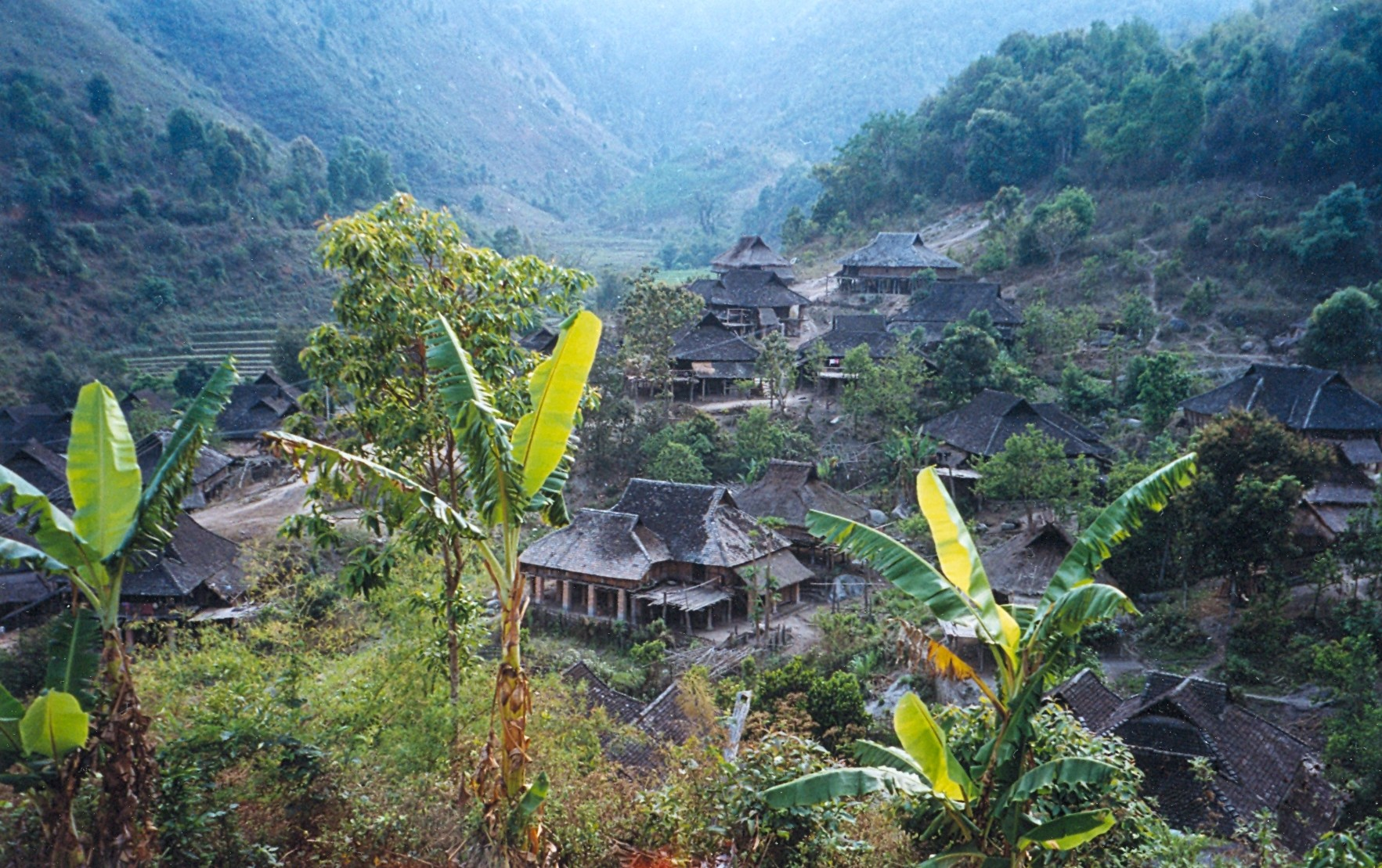
Village Blang de Manpo

Les  Blang (chinois : 布朗族 ; pinyin : Bùlǎng zú), parfois écrit Bulang ou Bulong, sont l'un des 56 groupes ethniques officiellement reconnus par la république populaire de Chine. Un peu plus de
90 000 Bulong vivent dans le Yunnan ; Il y a aussi des Bulong en tant que minorité ethnique en Birmanie et en Thaïlande.

## Langue
La langue blang est une langue du groupe septentrional de la branche môn-khmer des langues austroasiatiques. Deux systèmes d'écriture basés sur l'alphabet latin ont été développés pour transcrire la langue.

## Culture
Les femmes mastiquent des noix de bétel aux propriétés médicinales et qui laissent les dents noircies, attribut de beauté pour les Bulong.
Les femmes portent habituellement une veste et une jupe noire. Les hommes portent des tatouages sur le torse et le ventre. Ils sont eux aussi habillés le plus souvent en noir.
Les maisons sont faites de bambou et ont deux niveaux. Le premier niveau est utilisé pour garder la nourriture, les animaux, tandis que le second est utilisé par la famille.
L'ethnie Blang est divisée en clans. Chaque clan possède sa propre terre. Chaque ville blang possède son propre cimetière. Les parties du cimetière sont divisées, chacune étant réservée à un clan. Les morts sont le plus souvent enterrés, mais la crémation existe.
Traditionnellement, l'ethnie est animiste et pratique le culte des ancêtres. Ces croyances sont parfois combinées au bouddhisme theravāda.